# Muhiang
Le muhiang (ou mufian, mufiang, arapesh du Sud) est une langue papoue parlée en Papouasie-Nouvelle-Guinée, dans la province de Sepik oriental.

## Classification
Le muhiang fait partie des langues arapesh, rattachées aux langues torricelli.

## Phonologie
Les  voyelles du muhiang sont :

### Voyelles
|           | Antérieure | Centrale | Postérieure |
| --------- | ---------- | -------- | ----------- |
| Fermée    | i [i]      |          | u [u]       |
| Mi-fermée | e [e]      | é [ə]    | o [o]       |
| Ouverte   | æ [æ]      |          | ɑ [ɑ]       |

### Consonnes
Les consonnes du muhiang sont :
|              |                   | Bilabiales | Alvéolaires | Vélaires | Glottales |
| ------------ | ----------------- | ---------- | ----------- | -------- | --------- |
| Occlusives   | Sourde            | p [p]      | t [t]       | k [k]    | ’ [ʔ]     |
| Occlusives   | Sourde labialisée |            |             | kw [kʷ]  |           |
| Occlusives   | Sonore            | b [b]      | d [d]       | g [g]    |           |
| Occlusives   | Sonore labialisée |            |             | gw [gʷ]  |           |
| Fricative    | Fricative         | f [ɸ]      | s [s]       |          | h [h]     |
| Nasale       | Nasale            | m [m]      | n [n]       |          |           |
| Latérale     | Latérale          |            | l [l]       |          |           |
| Semi-voyelle | Semi-voyelle      | w [w]      |             |          | ’w [ʔw]   |

## Sources
- (en) John Alungum, Robert J. Conrad, Joshua Lukas, s. d., Some Muhiang Grammatical Notes, manuscrit, Ukarumpa, SIL International.
- (en) Robert J. Conrad, s. d., Mufian Organised phonology Data, manuscrit, Ukarumpa, SIL International.